# Čerepaha
Čerepaha ili Čerepaška (rus. Черепаха – kornjača) bio je mali umjetni otočić na pješčanoj obali u Taganroškom zaljevu na Azovskom moru, oko 2 kilometra od tvrđave Taganrog. Njegova jedina svrha bila je poduprijeti utvrdu topovima i tako stvoriti dodatnu obranu za Azovsku flotilu.

## Povijest
Otočić je sagrađen po osobnom nalogu Petra Velikog u periodu 1701.-1706. od nasutog kamena poduprtog hrastovim stupovima. Bio je ovalnog oblika i dimenzija 59 x 38 metara. Tu je bila citadela površine 1200 četvornih metara sa 127 topova. U sredini se nalazila drvena izba za garnizon, koja je kasnije zamijenjena kamenom zgradom. Dio otočića iznad razine vode prekrivao je bijeli vapnenac. Ime Čerepaha (kornjača) dobila je zbog mnogih školjki koje su položene u njezin temelj kada se podizao pješčani sprud.
Nakon poraza koji su ruske trupe pretrpjele od Otomanskog Carstva tijekom pohoda na rijeku Pruth, ruski je car morao potpisati Prutski mir, vraćajući Azovsko more Turskoj i uništavajući tvrđavu Taganrog i pripadajući otočić. Dana 19. rujna 1711. po nalogu Petra Velikog, Taganrog je srušen, a u veljači 1712. ruske su trupe napustile grad.
Nakon sljedećeg rusko-turskog rata, potpisan je Niški mir koji je predvidio povratak teritorija Rusiji, ali bez prava na rekonstrukciju tvrđave Taganrog. Godine 1746. uspostavljena je ruska carinarnica na rtu Tagan-Rog, a patrola je postavljena na otočić Čerepaha.
U kasnom 18. stoljeću grad Taganrog je izgubio svoju vojnu i stratešku važnost i citadela nije bila obnovljena. Godine 1776. na otočiću je uspostavljena privremena karantenska kontrola.
Godine 1845. na Čerepahi je postavljen drveni svjetionik, koji je 1894. godine zamijenjen metalnim svjetionikom.
U današnje vrijeme, kada je plima niska i puše istočnjak, otočić izranja iz vode. Poznato je da je jedno od omiljenih mjesta za ribolov u Taganroškom zaljevu. Prilikom posljednjeg istraživanja otočića 1981. godine još uvijek su bili prisutni ostaci starih hrastovih gomila.
U studenom 1992. otočić je upisan u registar zaštićenih arhitektonskih spomenika Rostovske oblasti.

## Vanjske poveznice
- Povijest Taganroga Pavela Filevskog, Moskva, 1898
- Enciklopedija Taganroga, izdanje Anton, Taganrog, 2008
- 3D panorama otočića Cherepakha zimi